# Tomasz Młynarski
Pour les articles homonymes, voir Młynarski.
Tomasz Młynarski, né en 1977 à Cracovie, est un politologue et diplomate polonais. Il est ambassadeur de Pologne en France avec une accréditation supplémentaire à Monaco de 2017 à 2022.

## Biographie
Tomasz Młynarski a fait ses études à la faculté de droit et d'administration (pl) de l'université Jagellonne de Cracovie. Sa thèse de doctorat, soutenue en 2005, porte sur la position de la France dans la réforme institutionnelle et l'élargissement de l'Union européenne en 1996-2004 et sa thèse d'habilitation « La France dans le processus de communautarisation de la sécurité énergétique et la politique climatique de l'UE ».
Il effectue divers séjours d'études en France, bénéficiant de bourses d'études et de recherches à l'Institut d'études politiques de Rennes (1999-2000) et à l'Institut d'études politiques de Paris (2012) ainsi qu'à l'université Panthéon-Sorbonne (2012, 2014).
Il est professeur au département de relations internationales et politique étrangère de la Faculté de relations internationales et de sciences politiques de l'université Jagellonne, membre de l'académie diplomatique de l'université de Silésie et consultant associé à l'Institut Kościuszko. Outre l'histoire diplomatique et l'étude des relations franco-polonaises, il fait des recherches sur les questions énergétiques et climatiques.
Il a exercé les fonctions de directeur adjoint à la direction générale des services de la voïvodie de Petite-Pologne.
Le 12 juin 2017, il est retenu pour le poste d'ambassadeur de Pologne en France avec une accréditation supplémentaire à Monaco, vacant depuis l'été 2016 et prend ses fonctions en septembre 2017. Son mandat expire le 30 juin 2022.

## Vie privée
Il est marié, père de trois enfants. En plus de sa langue maternelle polonaise, il parle couramment le français et l'anglais.